# Totò Mignone
Ottone „Totò“ Giuseppe Mignone (* 8. Februar 1906 in Alessandria, Königreich Italien; † 1. Januar 1993 in Rom, Italien) war ein italienischer Schauspieler und Tänzer.

## Leben
Totò Mignone wurde 1906 in Alessandria geboren. Er war der ältere Bruder der Schauspielerin und Sängerin Milly und sein Schwager ist Mario Mattòli.
1932 hatte Mignone in dem Film Cinque a zero seinen ersten Auftritt. Anschließend spielte er 1960 in dem Film Mit Himbeergeist geht alles besser mit. Außerdem war er 1970 in Das kann doch unsren Willi nicht erschüttern zu sehen. Unter anderem bekam er 1978 eine Rolle in Sie nannten ihn Mücke. 1993 setzte er seine Karriere in der Miniserie Quelli della speciale fort.
Mignone starb am 1. Januar 1993 in Rom.

## Filmografie
- 1932: Cinque a zero
- 1934: Tempo massimo
- 1942: Voglio vivere così
- 1942: Soltanto un bacio
- 1942: La bisbetica domata
- 1942: La donna è mobile
- 1942: Rückkehr ins Leben (La Donna Del Peccato)
- 1943: L'usuraio
- 1943: Una piccola moglie
- 1943: Ho tanta voglia di cantare
- 1943: L'ultima carrozzella
- 1947: I due orfanelli
- 1948: Kutsche Nr. 13 (Il fiacre n. 13)
- 1948: Totò al giro d'Italia
- 1949: I pompieri di Viggiù
- 1949: Adamo ed Eva
- 1950: I cadetti di Guascogna
- 1950: Tototarzan (Totò Tarzan)
- 1950: Der tolle Juxbaron (47 morto che parla)
- 1951: Totò terzo uomo
- 1951: Auguri e figli maschi!
- 1951: La paura fa 90
- 1951: Porca miseria
- 1952: Vendetta… sarda (Vendetta... sarda)
- 1953: Un turco napoletano
- 1953: Il più comico spettacolo del mondo
- 1954: Ein Amerikaner in Rom (Un americano a Roma)
- 1958: Totò und Peppino (Totò, Peppino e le fanatiche)
- 1959: Tipi da spiaggia
- 1960: Mit Himbeergeist geht alles besser
- 1961: Seine Exzellenz bleibt zum Essen (Sua Eccellenza si fermò a mangiare)
- 1963: Le monachine
- 1963: Siamo tutti pomicioni
- 1967: Arrriva Dorellik (Arriva Dorellik)
- 1970: Das kann doch unsren Willi nicht erschüttern
- 1972: Blutiger Freitag
- 1978: Sie nannten ihn Mücke (Lo chiamavano Bulldozer)
- 1986: Ginger und Fred (Ginger e Fred)